# بولي بروبيلين
بولي بروبلين أو بولي بروبين هي لدائن ملدنة حراريا تصنع كيميائيا وتستخدم في نطاق واسع من التطبيقات تتضمن التغليف، والنسيج (مثل الحبال، و اللباس الداخلية الحرارية والسجاد)، والقرطاسية، والألعاب اللدائنية، والحاويات بمختلف الأحجام، والتجهيزات المخبرية، ومكبرات الصوت، وأجزاء السيارات، والأوراق النقدية اللدائنية. البوليمر بالإضافة المصنوع من البولي بروبلين يكون قاسيا ومقاوما بشدة للعديد من المذيبات العضوية والأسس والحموض.
في عام 2007، كان حجم السوق العالمية للبولي بروبلين حوالي 45.1 مليون طن برقم مبيعات بقارب 65 مليار دولار أمريكي (47,4 مليار يورو).